# 莱贝克
莱贝克（荷蘭語：Lebbeke，荷蘭語發音：[ˈlɛbeːkə]）是比利时弗拉芒大區东佛兰德省登德爾蒙德區的一个市镇，位于登德尔地区，东南与弗拉芒布拉班特省接壤，通行荷蘭語，是弗拉芒社群的一部分，面积26.92平方千米，人口19,195人（2018年1月1日）。